# بخش ویژه (مجموعه تلویزیونی ارمنستانی)
بخش ویژه (ارمنی: Հատուկ բաժին Hatouk Bazhin) یک مجموعه تلویزیونی درام کارآگاهی ارمنستانی است. این مجموعه در روز ۱۴ دسامبر ۲۰۱۵ از شبکه ارمنستان ۱ شروع پخش نمود. این مجموعه ۲ فصل در ۳۲ قسمت دارد و داستان آن در ایروان پایتخت ارمنستان اتفاق می‌افتد.

## بازیگران
- شانت هوهانیسیان
- ماریام داوتیان[ب]
- بابکن زوبانیان[پ]
- سپوه آپیکیان[ت]
- واچه یریتسیان[ث]
- آلکساندر بادالیان[ج]
- آرمان قازاریان
- آنی خاچیکیان (هنرپیشه)
- آرمن مارگاریان
- ساتنیک هازاریان[چ]
- تیگران مناتساکانیان[ح]
- لیس داوتیان[خ]
- ایشخان قاریبیان[د]
- وارتوهی روشانیان
- آرام مخیتاریان[ذ]
- پیش‌نویس:هاسمیک قاریبیان[ر]
- اینگا چارچیان[ز]
- آندرانیک آزاتیان[ژ]
- گور هامبارتسومیان[س]
- لیانا نیکوغوسیان[ش]
- آرتور کاراپتیان[ص]
- آرتاشس مخیتاریان (هنرپیشه)

## یادداشت
1. ↑  Karen Ghazaryan
2. ↑  Մարիամ Դավթյան
3. ↑  Բաբկեն Չոբանյան
4. ↑  Սեպուհ Ապիկյան
5. ↑  Վաչե Երիցյան
6. ↑  Ալեքսանդր Բադալյան
7. ↑  Սաթենիկ Հազարյան
8. ↑  Տիգրան Մնացականյան
9. ↑  Լևս Դավթյան
10. ↑  Իշխան Ղարիբյան
11. ↑  Արամ Մխիթարյան
12. ↑  Հասմիկ Ղարիբյան
13. ↑  Ինգա Չարչյան
14. ↑  Անդրանիկ Ազատյան
15. ↑  Գոռ Համբարձումյան
16. ↑  Լիանա Նիկողոսյան
17. ↑  Արթուր Կարապետյան